# Castello Palanok

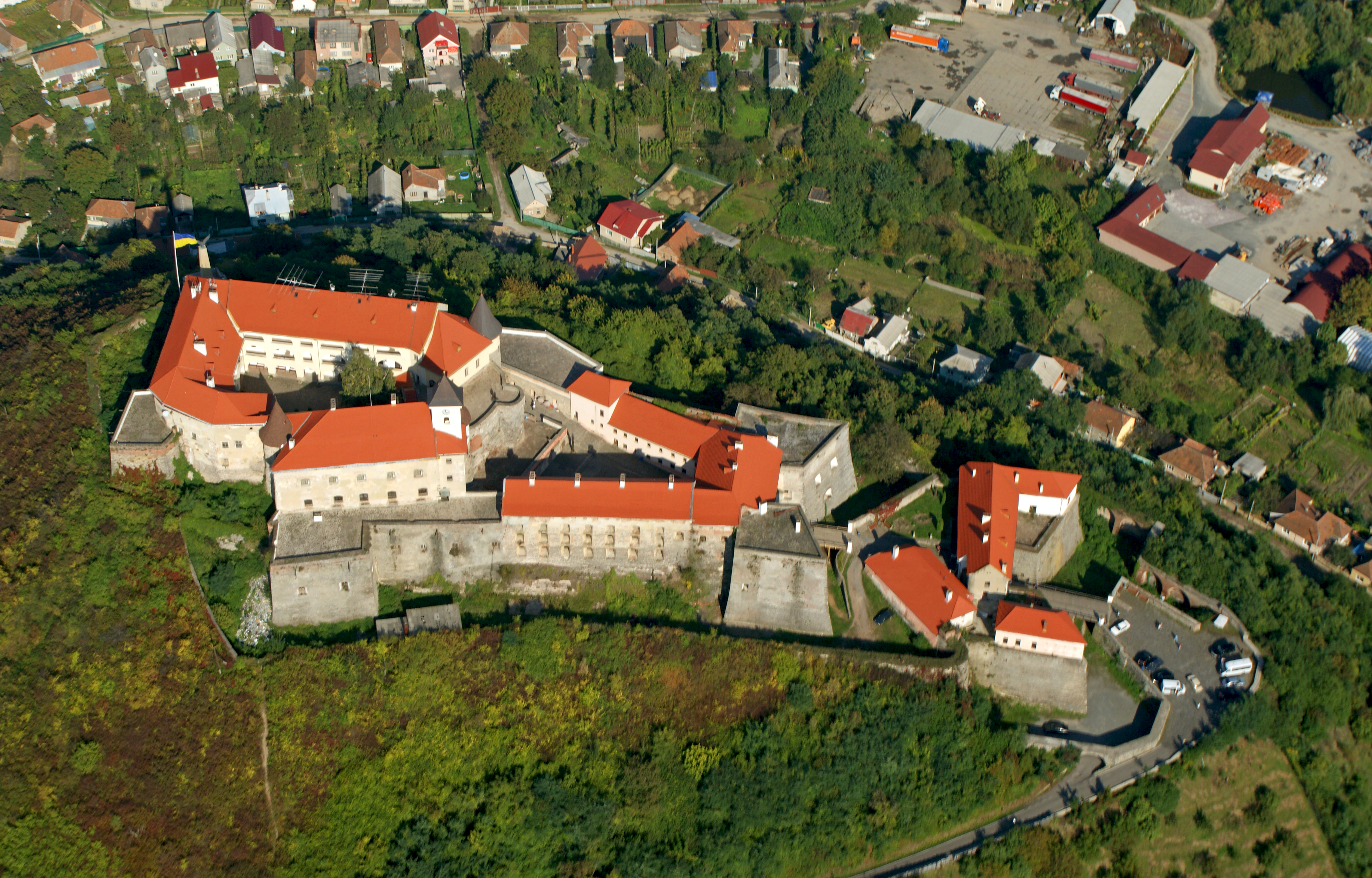
Vista aerea del complesso

Il Castello Palanok (in ucraino: Замок "Паланок", romanizzato: Zamok "Palanok"; in ungherese: Munkács vára, Munkácsi vár; in tedesco: Plankenburg) è un castello situato nella città di Mukacheve in Ucraina. La struttura sorge su di una collina di origine vulcanica alta 68 metri. Il complesso del castello è costituito da tre parti: il castello alto, medio e basso.
L'edificio fu successivamente trasformato in una fortezza, ad opera di ingegneri francesi. Dal 1796 al 1897 il castello fu utilizzato come prigione. Nel 1926 il castello fu utilizzato come caserma e successivamente come scuola agraria.